# Robotic Angel
Robotic Angel (japanisch メトロポリス, Metoroporisu) ist ein Kinofilm zur gleichnamigen Manga Metropolis aus dem Jahr 2001.

## Handlung
In Metropolis leben Menschen und Roboter zusammen. Dort findet ein polizeilichen Untersuchung statt, die von einem japanischen Inspektor und seinem jungen Neffen Kenichi über einen des Organhandels angeklagten Wissenschaftlers Doktor Laughton geführt wird, der dem mächtigsten Mann der Stadt dient. Dieser nutzt die Dienste des Wissenschaftlers, um einen hochmodernen Roboter zu erschaffen, der das Aussehen seiner verstorbenen Tochter Tima hat. Dieser Roboter ist der Schlüssel zu einer Geheimwaffe, die dazu bestimmt ist, ihm die Weltherrschaft zu sichern, der Zikkurat, einem hohen Turm nach dem Vorbild des Turms von Babel, der Gott ebenbürtig sein soll.
Nach der Ermordung von Dr. Laughton findet sich Tima eine Zeit lang in der gigantischen Stadt verloren und trifft Kenichi, mit der sie vielen Gefahren entkommt und von der sie grausam unter der Trennung leidet, um ihr Schicksal der Vorherrschaft zu erfüllen.  Kenichi will nicht, dass Tima sich in einen kalten, anmaßenden Roboter verwandelt, der versucht, die menschliche Spezies zu zerstören.

## Produktion
Im Jahr 2001 wurde der Manga nach einem Drehbuch von Katsuhiro Otomo vom Studio Madhouse als Anime-Kinofilm umgesetzt. Regie führte Rintaro, das Charakterdesign entwarf Yasuhiro Nakura und die künstlerische Leitung übernahm Shuichi Hirata. Die Musik komponierte Toshiyuki Honda, darunter den Vorspanntitel Metropolis. Für den Abspann verwendete man There'll Never Be Goodbye von Minako „Mooki“ Obata. Die Produktionskosten betrugen 1,5 Milliarden Yen. Zum damaligen Wechselkurs entsprach das etwa 13,75 Millionen Euro.

## Veröffentlichung
Der Film kam am 26. Mai 2001 in die japanischen Kinos. Er wurde unter anderem ins Englische, Französische, Spanische und Italienische übersetzt und in Nordamerika, Lateinamerika, Großbritannien, Taiwan und Südostasien im Fernsehen ausgestrahlt.
Aufgrund eines Einspruchs der Friedrich-Wilhelm-Murnau-Stiftung, die die Lizenzen an Fritz Langs gleichnamigem Stummfilm hält, musste der Film jedoch im deutschsprachigen Raum in Robotic Angel umbenannt werden. Der Kinostart in Deutschland erfolgte am 31. Oktober 2002, der Film ist auf Deutsch bei Tristar Home Entertainment auch auf DVD erschienen. Am 25. März 2021 erschien der Film auf Blu-ray.

## Synchronisation
| Rolle        | Japanischer Sprecher (Seiyū) | Deutscher Sprecher |
| ------------ | ---------------------------- | ------------------ |
| Ken’ichi     | Kei Kobayashi                | Marc Stachel       |
| Tima         | Yuka Imoto                   | Sabine Bohlmann    |
| Rock         | Kouki Okada                  | Philipp Brammer    |
| Shunsaku Ban | Kousei Tomita                | Kai Taschner       |
| Duke Red     | Tarō Ishida                  | Ekkehardt Belle    |

## Unterschiede zum Manga
Die Verfilmung weicht teilweise deutlich von der Vorlage des Mangas ab. So trägt der künstliche Mensch beispielsweise den Namen Tima und weist andere Fähigkeiten auf. Auch die Rolle des Rock kommt im Film neu hinzu.

## Rezeption
- Lexikon des internationalen Films: Formal gewöhnungsbedürftig, aber perfekt visualisiert, entstand ein ebenso spannendes wie nachdenklich stimmendes Werk, das durch soziologische und philosophische Fragen überzeugt.[5]